# Presses universitaires de Louvain
La Press universitaires de Louvain (PUL) es una editorial universitaria de la Universidad Católica de Lovaina (UCLouvain) ubicada en Louvain-la-Neuve, Bélgica. Se estableció en 2000 para conmemorar el 575 aniversario de la Vieja Universidad de Lovaina. La editorial hace publicaciones principalmente en francés e inglés, y ocasionalmente en español, holandés, italiano, alemán y otros idiomas. Publica aproximadamente 50 libros al año en diversas disciplinas.

## Publicaciones
La editorial publica actualmente tres revistas:
- Émulations : Revue des jeunes chercheurs en sciences sociales
- La Revue internationale Henry Bauchau
- Mnemosyne